# Bakir Serdarevic
Bakir Serdarevic (* 3. Dezember 2000) ist ein dänischer Basketballspieler.

## Werdegang
Der aus Hadersleben stammende Serdarevic spielte als Jugendlicher für den örtlichen Corpia Haderslev Basketball Klub. Nach seinem Wechsel zum Horsens IC kam er dort in der Saison 2017/18 zu ersten Einsätzen in Dänemarks höchster Spielklasse, Basketligaen. Er blieb fünf Jahre in Horsens, sein bestes Spieljahr beim HIC war auch das letzte, als Serdarevic während der Saison 2021/22 im Schnitt 7,1 Punkte je Begegnung erzielte.
In der Sommerpause 2022 wechselte er innerhalb der dänischen Liga und wurde vom Hauptstadtverein BC Copenhagen verpflichtet. Nachdem er im Spieljahr 2022/23 im Mittel 12,5 Punkte je Begegnung für Kopenhagen erzielt hatte und durch Treffsicherheit beim Dreipunktewurf aufgefallen war, wechselte Serdarevic im Juli 2023 zum spanischen Drittligisten CB L’Hospitalet. In 28 Ligaeinsätzen erzielte er für die Mannschaft im Durchschnitt 6,9 Punkte je Begegnung.
Nach einem Jahr in Spanien ging Serdarevic nach Dänemark zurück und schloss sich Randers Cimbria an. Im Januar 2025 gewann er mit Randers den dänischen Pokalwettbewerb.

### Nationalmannschaft
Serdarevic war dänischer Jugendnationalspieler, im Februar 2023 bestritt er sein erstes A-Länderspiel für Dänemark.